# Monel

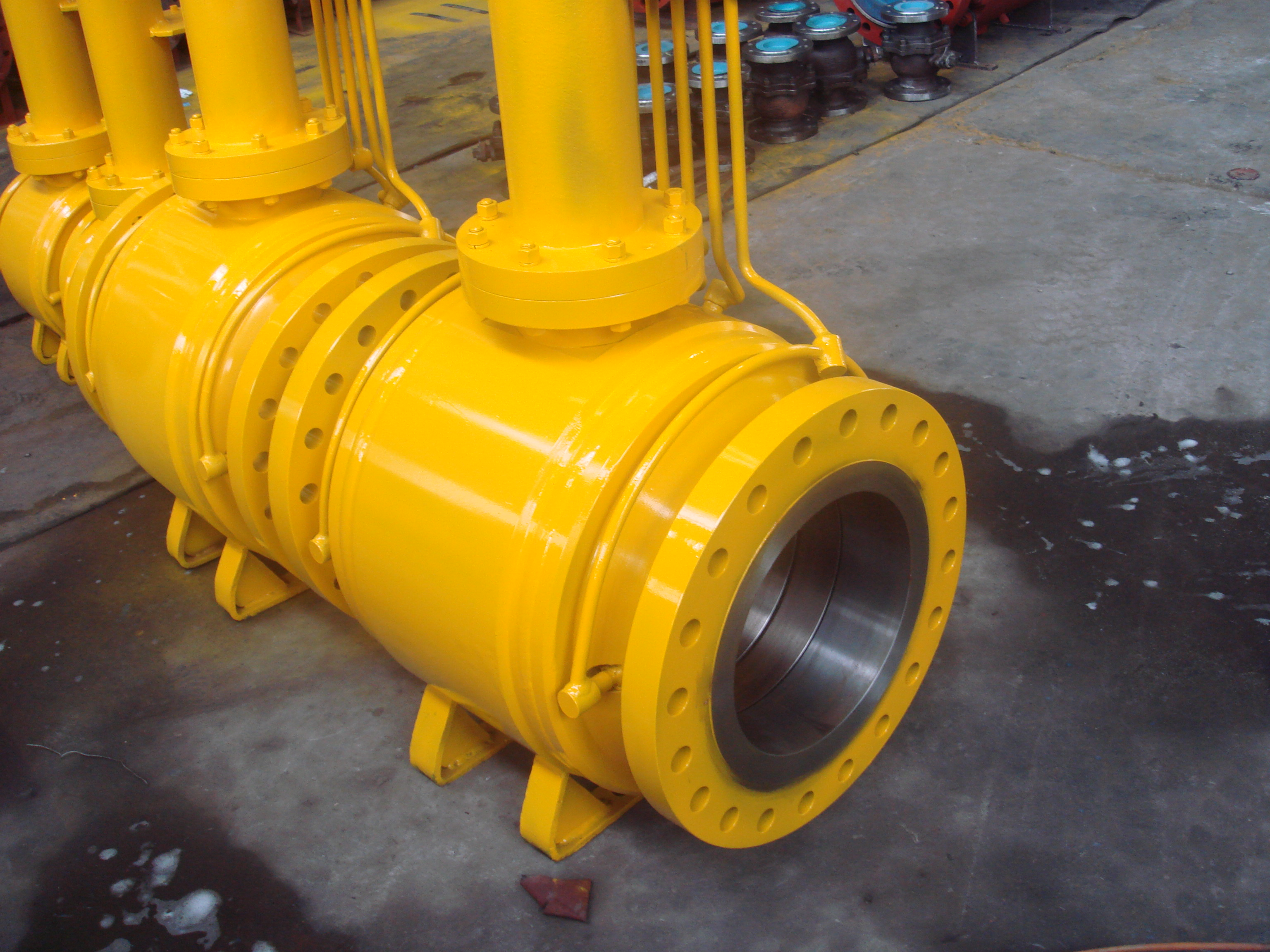
Vannes en monel

Alliage monel, métal monel et monel désignent un groupe d'alliages à base de nickel principalement (jusqu'à plus de 67 %) et de cuivre, avec de petites quantités de fer, de manganèse, de carbone et de silicium, et parfois de titane, d'aluminium et de soufre.

## Présentation du métal monel ou alliage monel
Les alliages monel les plus courants en Europe dans les années 1990 sont le plus souvent à base de 60 % à 70 % en masse de Ni, de 25 % à 30 % en masse de Cu, ainsi que de plus faibles proportions massiques de Si entre 2 % et 4,5 %, de Mn entre 1,5 % et 5 % et de Fe entre 1,5 % et 2,5 %.
Plus résistant au niveau mécanique que le métal nickel, les alliages monel résistent bien à la corrosion par de nombreux agents chimiques, à la corrosion aérienne, marine, ainsi qu'aux flux rapides d'eau de mer sous pression. Ils peuvent être fabriqués facilement par un travail à chaud et à froid, par usinage et réunis par soudage. Ces alliages présentant une grande résistance aux attaques chimiques conviennent bien en principe à la fabrication de réacteurs chimiques, à la construction navale et à l'électrotechnique, mais aussi en robinetterie industrielle. Le monel est décliné en un grand nombre d'article commerciaux, du rouleau de fil aux plaques de diverses épaisseurs, des filtres au boulons et rondelles, des profilés aux tuyaux calibrés...

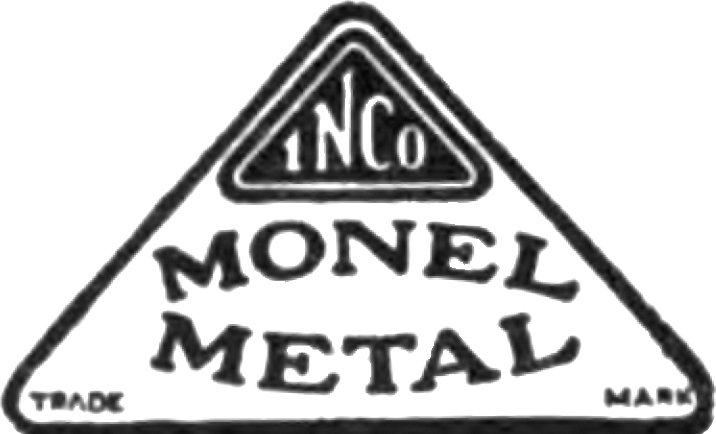
Le monel et son logo INCO des années 1920

L'alliage Monel a été conçu en 1901 par le chimiste Robert Crooks Stanley, qui travaillait pour l'International Nickel Company (INCO). L'alliage de Monel 400 est un alliage simple binaire de même proportion (2/3) de nickel et de cuivre (1/3) que celle que l'on trouve naturellement dans le minerai de nickel des mines de Sudbury en Ontario : il est donc considéré parfois comme un alliage naturel ou parfait lorsqu'il est obtenu par grillage de la matte double de Ni et Cu, puis réduction par le carbone avant l'affinage et la purification de l'alliage.
Le nom Monel ou monel honore initialement le président de la compagnie, Ambrose Monnell. Mais, lors du dépôt de brevet en 1906, la dernière lettre l a du être abandonnée, parce que les patronymes évidents n'étaient pas autorisés pour les marques déposées à la Belle Époque par les autorités. Cette dénomination est maintenant une marque commerciale du groupe Special Metals Corporation (en).
C'est une gamme d'alliages coûteux, avec des coûts unitaires allant de 5 à 10 fois les prix de cuivre et de nickel, d'où l'utilisation très limitée aux applications indispensables où il ne peut pas être remplacée par des alternatives moins chères. Par rapport à l'acier au carbone, le tuyautage ou la tuyauterie en Monel est largement plus de trois fois plus cher.

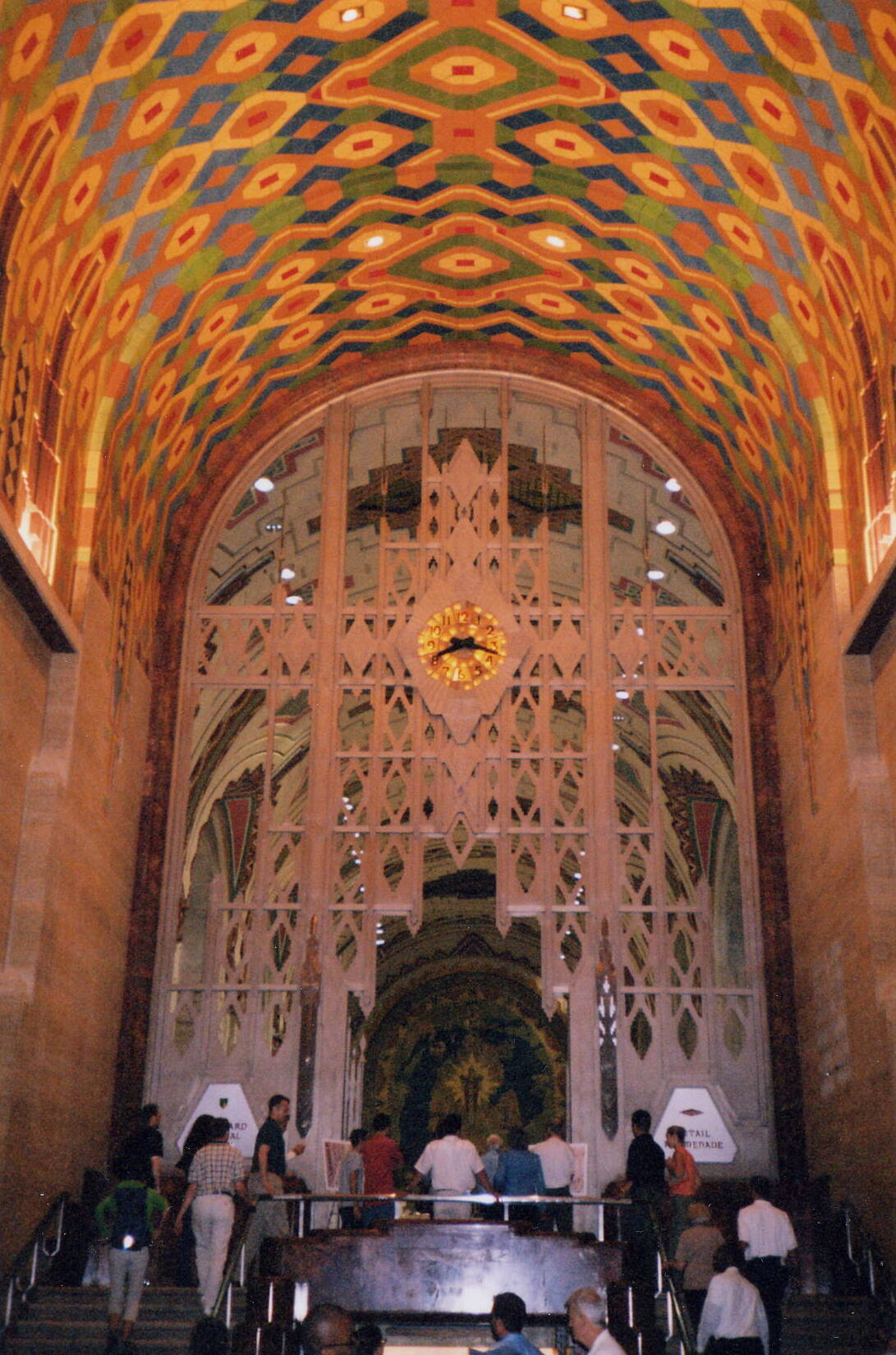
Le portail Art Déco du hall d'entrée du Guardian Building fabriqué en monel.

## Propriétés
Le monel est une gamme d'alliages à solution solide binaire. Comme le nickel et le cuivre sont mutuellement soluble en toutes proportions, ces métaux forment par association une seule phase.
Par rapport à l'acier, le monel est très difficile à usiner comme il durcit très rapidement dès qu'il est mis sous contrainte. Il a besoin d'être tourné et travaillé à vitesse lente et à faible capacité. Il est résistant à la corrosion chimique, notamment aux acides, et certains alliages réfractaires peuvent résister à une flamme d'un feu dont le comburant est l'oxygène pur. Il est couramment utilisé dans les applications en milieux très corrosifs. De petits ajouts d'aluminium et de titane forme les alliages monel K-500 avec la même résistance aux attaques chimiques, mais avec une résistance mécanique beaucoup plus grande en raison de l'effet gammagène créant une "phase gamma prime", avec le vieillissement. Le monel est généralement beaucoup plus cher que l'acier inoxydable.
Les alliages monel 400 ont une densité spécifique de 8,80. Leur point de fusion varie de 1 300 °C à 1 350 °C. Leur conductivité électrique est d'environ 34 % IACS (en) et, à l'état recuit, la dureté Rockwell B. s'élève à 65. De plus, l'alliage de Monel 400 est remarquable pour sa ténacité, qui se maintient sur une longue plage de températures. Cet alliage monel 400 a d'excellentes propriétés mécaniques à des températures inférieures à zéro degré Celsius. La résistance mécanique à l'allongement et la dureté augmente avec seulement une légère détérioration de la ductilité ou de la résistance à l'impact. Ces alliages ne sont pas soumis la classique "transition ductile-fragile" même lorsqu'ils sont refroidis à la température de l'hydrogène liquide. Voilà une différence remarquable avec de nombreux matériaux ferreux qui sont fragiles et cassants à basses températures, en dépit de leur augmentation de rigidité ou de résistance mécanique à l'allongement.

## Utilisations

### Applications aérospatiales

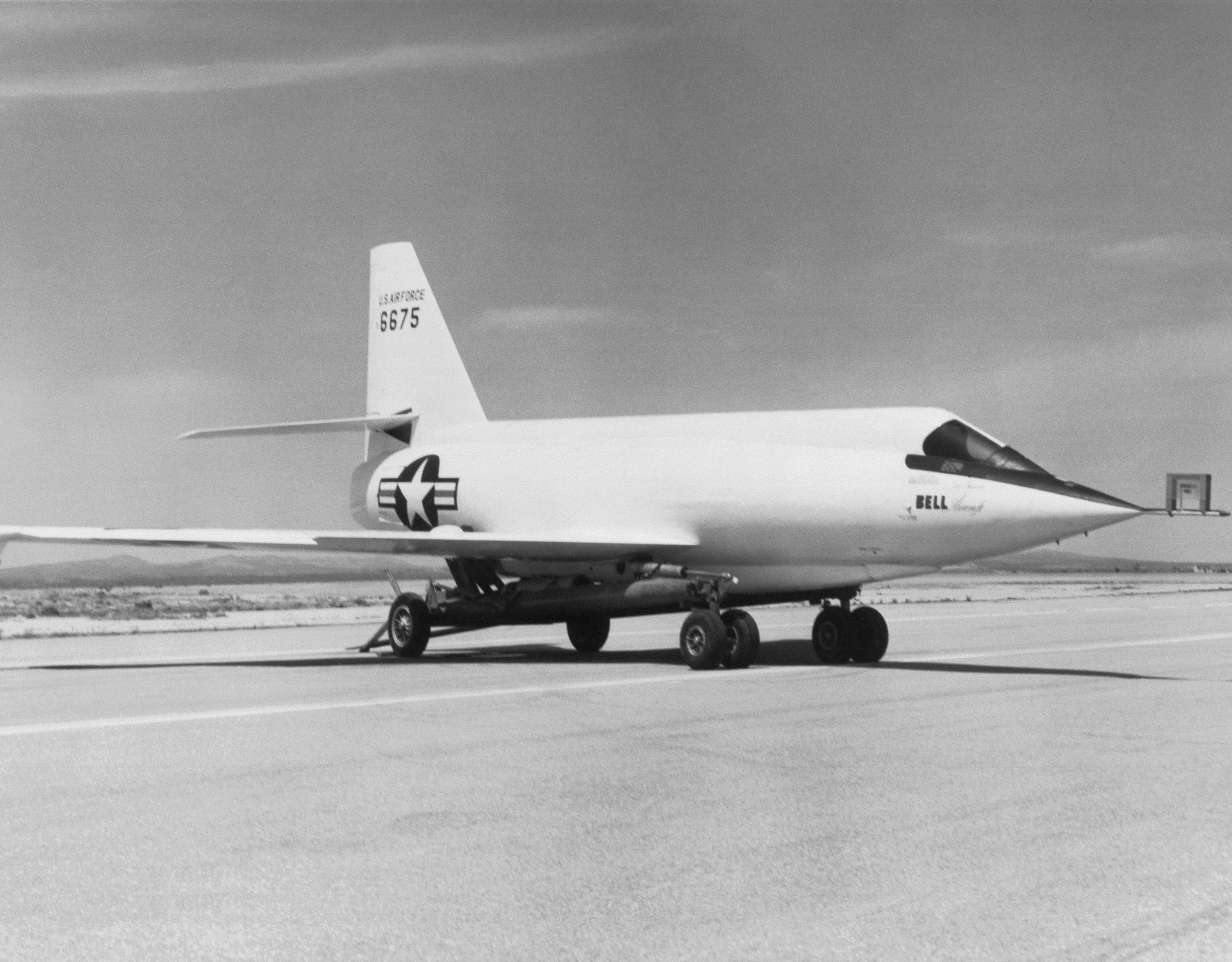
Avion fusée des années cinquante, avec armature en K-monel

Dans les années 1960, le monel est utilisé massivement dans la construction aéronautique, en particulier pour la conception d'armatures et de revêtements d'avions fusées expérimentaux, comme le North American X-15, du fait de son excellente résistance aux frictions aérodynamique générant par frottement ipso facto une grande chaleur pendant le vol à vitesses extrêmes. Le métal monel conserve ses caractéristiques à des températures très élevées, ce qui permet de maintenir la forme de l'appareil durant le vol en haute atmosphère à grandes vitesses, une contrepartie à l'augmentation de masse conséquente des pièces en raison de densité assez élevée de l'alliage monel.
Le monel est utilisé en câblage de sécurité pour la maintenance générale de l'avion, de façon à garantir ou assurer que les attaches et fixations ne puissent se détacher, une fois soumises à hautes températures ; du simple fil inoxydable est utilisé ailleurs pour des raisons d'économie.

### Production de pétrole et raffinage
Le métal monel est utilisé dans les unités pétrochimiques d'alkylation, dans les parties en contact direct avec de l'acide fluorhydrique concentré. En effet, l'alliage offre une exceptionnelle résistance à l'acide fluorhydrique à toutes les concentrations, au-dessus du point d'ébullition. Sur ce point, il figure parmi les alliages les plus résistants à l'attaque chimique. L'alliage monel résiste aussi à l'acide sulfurique et l'acide chlorhydrique, dans de nombreux milieux à conditions réductrices

### Applications maritimes
Sa résistance à la corrosion chimique le rend idéal dans les applications techniques telles que les unités de pompage, avec canalisations fermées et tuyauteries, les arbres de pompes, les vannes soumises à l'action de eau de mer ou laissant passer de la saumure, les paniers à crépine, les paniers filtrants, les tamis de récupération ou les grilles de bondes, voire les fils de pêche à la traîne. Certains monels ne sont pas du tout magnétiques et, en conséquence, sont utilisés comme câbles d'ancrage à bord de dragueurs de mines, dans l'équipement domestique pour mesurer le champ magnétique (boîtier). En navigation de plaisance, les fils en monel sont utilisés pour saisir l'axe des manilles des cordes d'ancrage, le monel est communément employé pour les réservoirs d'eau et de carburant, ainsi que pour diverses applications sous-marines. Il est également dans ce cadre utilisé pour les arbres de transmission et pour les boulons de quille.
Cependant, en raison du pouvoir d'électrolyse inhérent à l'eau salée conductrice en contact de différents métaux, accélérant la corrosion par l'apparition de micro-piles galvaniques, les composants en monel employés dans la construction navale doivent être soigneusement isolés électriquement des autres métaux tels que l'acier ou les métaux ferreux. Le quotidien New York Times du 12 août 1915 a publié un article sur un yacht de 215 pieds de long, "le premier navire qui n'ait jamais été construit avec une coque toute en monel" qui s'est cassé et dégradé à partir de son soubassement, par l'action simultanée des courants électriques et des transports ioniques induits, en morceaux fragilisés en seulement six semaines et a dû être mis au rebut. Le squelette ou l'armature en acier en contact direct avec l'alliage monel s'est rapidement détériorée par effet d'électrolyse.
Les ornithologues peuvent choisir judicieusement le monel pour effectuer un baguage ou un marquage de longue durée des oiseaux de mer, en particulier confectionner des bagues fines ou des anneaux pour de nombreuses espèces comme les albatros qui vivent constamment dans les embruns marins ou au contact de l'eau de mer, environnement corrosif pour de nombreux métaux.

### Instruments de musique
L'alliage monel est un matériau pour les pistons à valves ou les pièces de roulement des instruments de musique de grande qualité tels que trompettes, tubas et cors, où son excellente résistance à l'abrasion garantit la durabilité dans le temps de l'ajustement entre le piston et l'alésage dans l'instrument (de l'ordre de 1/100 de mm). L'excellente résistance à la corrosion est également un atout car la salive du musicien est suffisamment acide pour détériorer d'autres métaux.
La firme RotoSound a introduit le monel pour les cordes de basse électrique en 1962, et ces cordes métalliques ont été appréciés et choisies par de nombreux artistes, y compris Steve Harris du groupe Iron Maiden, les musiciens du groupe The Who, mais aussi Sting, John Deacon, John Paul Jones et le regretté Chris Squire. Et pourtant, le monel était déjà employé au début des années 1930 par d'autres fabricants de cordes ou manufacturiers d'instruments de musique, tels que la société Gibson Guitar Corporation, qui continue la fabrication de sa mandoline, signée Sam Bush. De même, la société C.F. Martin & Company utilise le monel pour les cordes de guitare acoustique de leur "Martin Rétro". La société allemande de fabrique de cordes Pyramid produit encore des cordes de guitare électrique 'Monel Classics', enroulées sur une base ronde.

### Autres applications

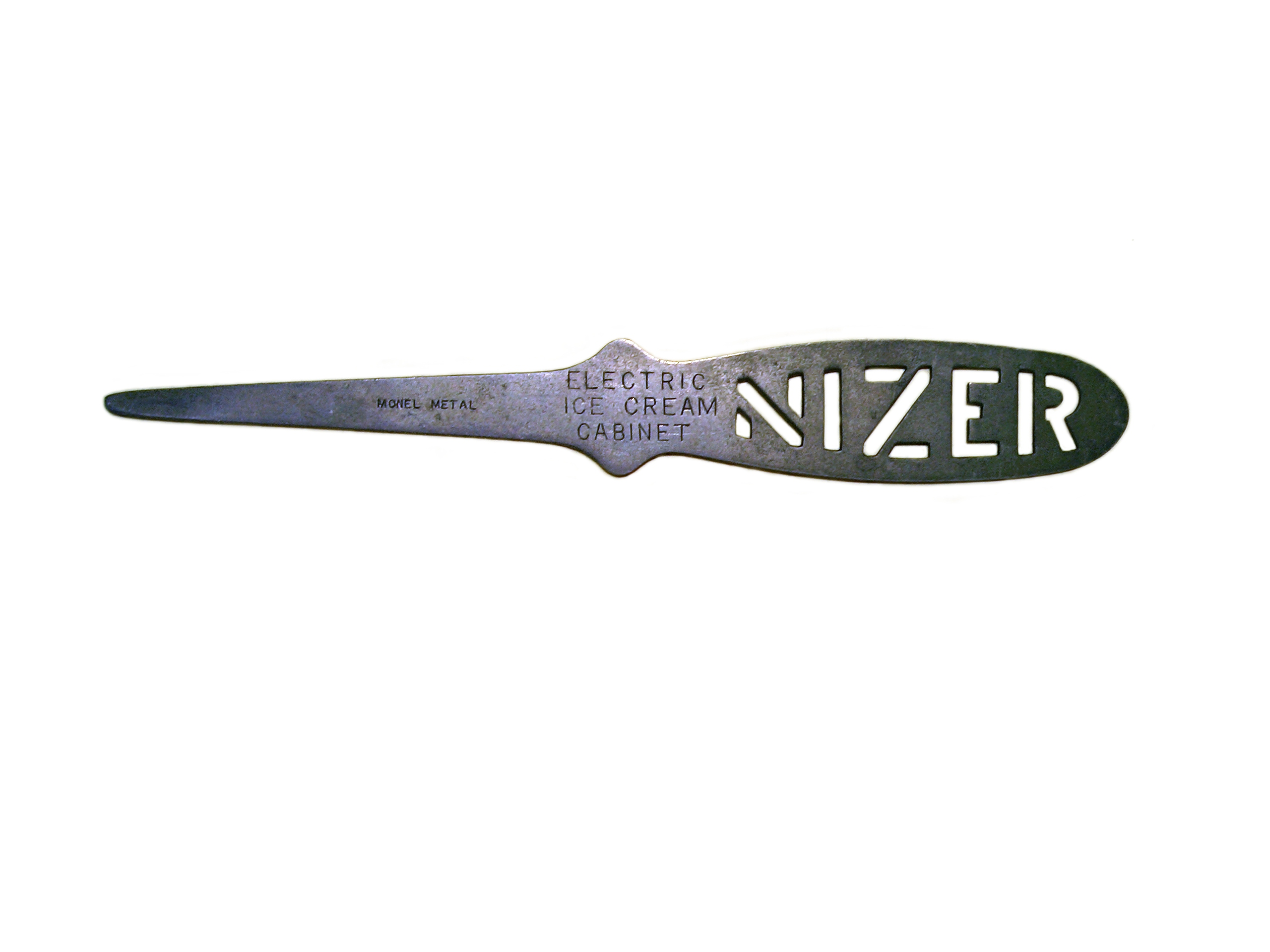
Coupe-papier ou ouvre-lettre des années trente

La bonne résistance à la corrosion, à l'attaque chimique des acides et de l'oxygène fait du monel un matériau de choix pour l'industrie chimique. Même les sels fluorures si corrosifs peuvent être placées sans risque dans un appareillage ou un réacteur en monel; cette technologie autrefois maîtrisée par les fournisseurs du groupe chimique Dupont de Nemours a été appliquée de façon systématique pour les unités d'enrichissement de l'uranium par diffusion gazeuse dans la fameuse usine d'Oak Ridge. Ici la plupart des tubes de grand diamètre pour conduire le gaz hexafluorure d'uranium a été réalisée à partir de monel.
Les montages cylindriques pour réguler un gaz agressif pour la tuyauterie comme le chlorure d'hydrogène, constitue un autre exemple, car le PTFE communément employé n'est plus une option appropriée lorsque les pressions de refoulement élevées sont requises. Ces équipement comprennent parfois un collecteur en monel et des robinets, à côté du régulateur, ce qui permet de nettoyer le régulateur sous un flux de gaz inerte et sec après utilisation afin de protéger davantage l'équipement.
Au début du 20e siècle, lorsque les machines à vapeur étaient communément la force motrice principale, le monel a été proposé pour les installations de surchauffe de la vapeur. Pendant les deux guerres mondiales, le monel a été utilisé pour graver sur plaque l'identité militaire des soldats US.

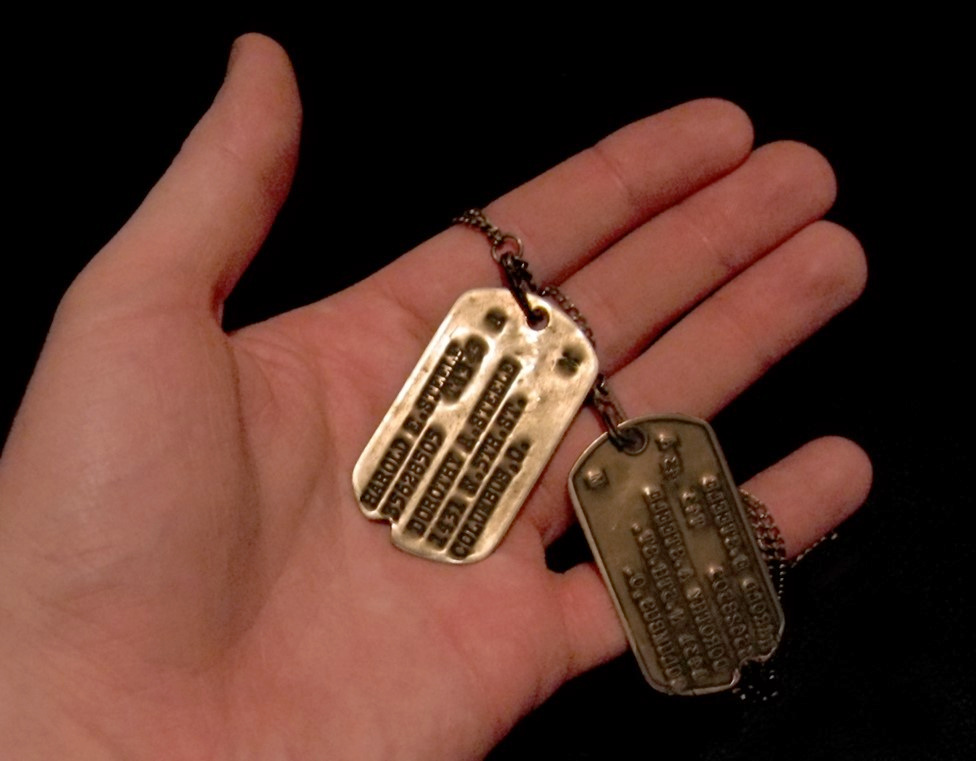
Plaquettes d'identité gravée en monel.

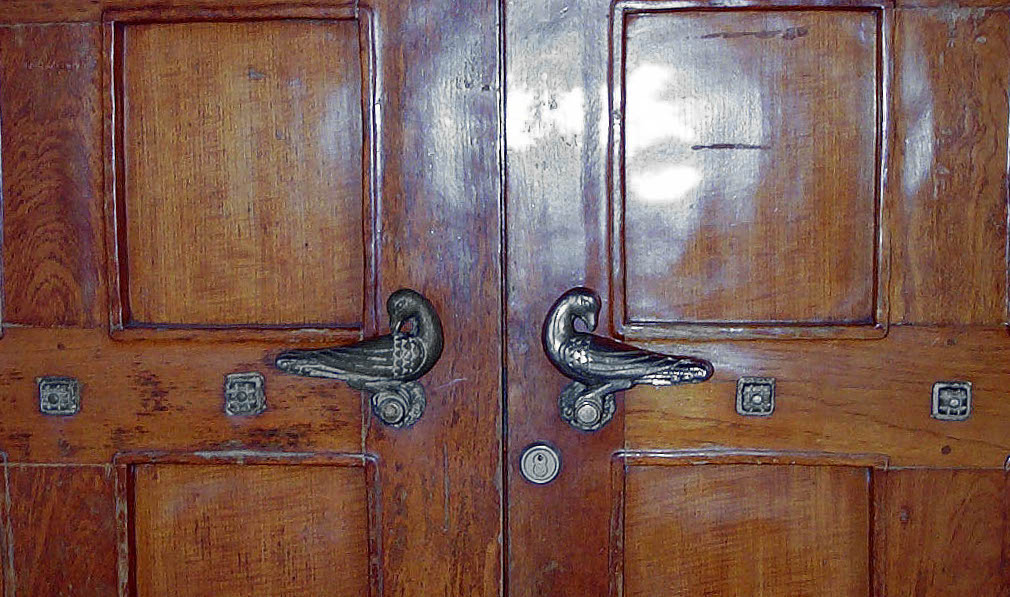
Poignées de porte en métal monel dans la Bryn Athyn Cathédrale

Le monel est souvent présent dans les bacs et éviers de cuisine, de même il constitue l'armature des lunettes. Il a également été utilisé pour protéger les chambres de combustion des chaudières à vapeur allongées en tubes à feu.
Les pièces de l'horloge construite pour une durée de dix siècles, dénommée Clock of the Long Now sont fabriquées en alliage monel, car le monel résistant à la corrosion évite l'emploi de métaux précieux.
Le métal monel s'expose à l'intérieur de la cathédrale Bryn Athyn, siège de l'en:General_Church_of_the_New_Jerusalem Église de la Nouvelle Jérusalem en Pennsylvanie, en particulier par de nombreux panneaux décoratifs, les poignées de porte, etc.
Le monel n'est pas inconnu dans les matériaux de couverture de bâtiments affichant un certain luxe tels que la première gare de Pennsylvanie dominant autrefois la ville de New York.

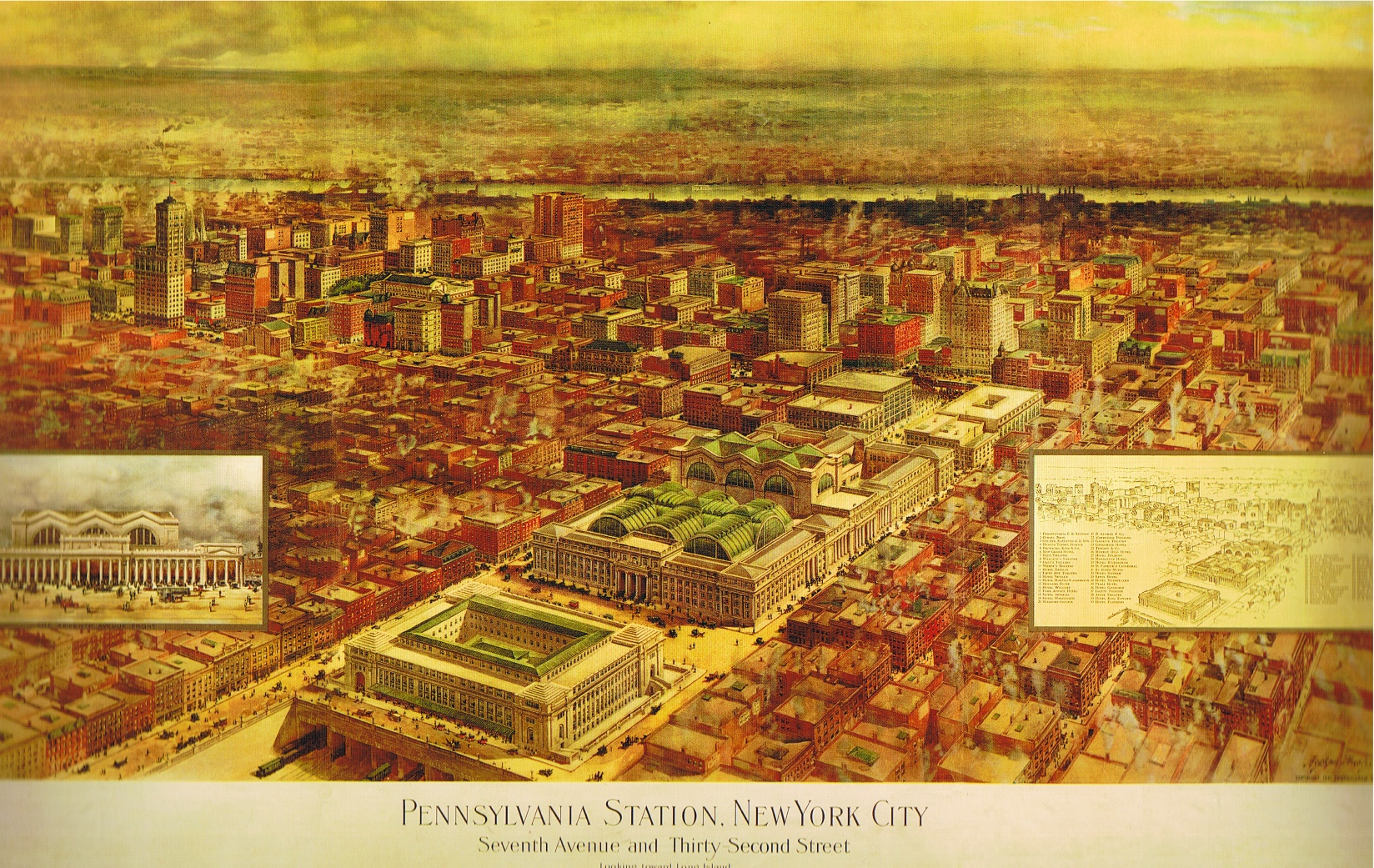
Le toit verdâtre de l'ancienne gare Pennsylvania, jadis en monel brillant

La voiture NSX Honda 1991 - 1996 Acura a été livrée avec une clé en monel.
L'exploitation pétrolière utilise fréquemment le monel pour la fabrication de masses-tiges lisses ou flexibles, notamment dans le forage directionnel. Les instruments (magnétomètres ou boussole) qui mesurent le champ magnétique de la Terre sont placés entre des masses-tiges non-magnétiques, situées au-dessus et au-dessous du boîtier de mesure et qui isolent les capteurs de l'attraction magnétique des outils de forage. Elles sont souvent désignées par « masses-tiges de Monel » même si elles ne sont plus en cette matière, du fait que le monel a été le premier matériau utilisé pour fabriquer ces masses-tiges.  Le nom est resté.
Le monel constitue la surface de revêtement protectrice et rutilante des étriers à la mode cow-boy texan ou cavalier de l'ouest américain. Le métal monel est utilisé comme revêtement antirouille des agrafes T50 de la société Arrow Fastener, Incorporated.
Il a été aussi utilisé autrefois pour les réfrigérateurs de marque Kelvinator. Il a été présent dans un appareillage anti-succion de pouce pour bébé, appelé "Baby Alice Thumb Guard" au cours des répressives années 1930.

## Quelques alliages monel
| Trade Name  | ASTM/AISI Alloy type | UNS    | %Cu   | %Al      | %Ti       | %Fe     | %Mn     | %Si     | %Ni    |
| ----------- | -------------------- | ------ | ----- | -------- | --------- | ------- | ------- | ------- | ------ |
| Monel 400   | B 127, B 164         | N04400 | 28-34 |          |           | 2.5 max | 2.0 max |         | 63 min |
| Monel 401   |                      | N04401 | 28-34 |          |           | 2.5 max | 2.0 max |         | 63 min |
| Monel 404   |                      | N04404 | 28-34 |          |           | 2.5 max | 2.0 max |         | 63 min |
| Monel K-500 | B 865                | N05500 | 27-33 | 2.3-3.15 | 0.35-0.85 | 2.0 max | 1.5 max |         | 63 min |
| Monel 405   | B 164                | N04405 | 28-34 |          |           | 2.5 max | 2.0 max | 0.5 max | 63 min |

### Monel 400
Le monel 400, par exemple Ni0.67Cu0.30FeyMnz, montre une grande résistance mécanique et une excellente résistance à la corrosion, aux attaques des acides forts et surtout des alcalis, et il est particulièrement adapté aux milieux très réducteurs,.
Sa résistance à la corrosion est d'une manière générale supérieure à celle du cuivre en milieu oxydant, elle est seulement supérieure à celle du nickel en milieu réducteur. Il résiste par exemple à l'action de l'acide sulfurique diluée à 80 %, mais nullement à l'action de l'acide sulfurique concentrée, surtout en présence d'aération (O2).
Il a également une bonne ductilité et une bonne conductivité thermique. Il est dur et résistant au niveau mécanique. Il est usinable et soudable.
Le monel 400 trouve ordinairement ses applications dans le génie maritime, dans les procédés chimiques et pétrochimiques, les échangeurs de chaleur, les vannes et les pompes. Il est décrit par les normes US suivantes : BS 3075, 3076 NA 13, DTD 204B et ASTM B164.
Une grande partie du monel 400 est employée dans les unités d'alkylation, et précisément dans la section de la réaction permettant le contact avec l'acide fluorhydrique HF relativement concentré. Les tubes de monel peuvent transporter du HF à concentration supérieure à 92 % à une température de 115 °C.

### Monel 401
Cet alliage est conçu spécialement pour les applications électriques et électroniques. L'alliage 401 est facilement soudable, notamment par soudure autogène à arc, au gaz et à électrode de tungstène (GTAW). Ce soudage par résistance est une méthode satisfaisante pour associer la matière. Le monel 401 présente également de bonnes qualités de brasage. Cet alliage est répertorié par la norme américaine UNS N04401.

### Monel 404
Cet alliage est aussi principalement utilisé en électrotechnique et en électronique. La composition de l'alliage monel 404 est d'ailleurs soigneusement ajustée pour abaisser au maximum la température de Curie, la perméabilité magnétique, tout en garantissant de bonnes caractéristiques de brasage.
L'alliage monel 404 peut être soudé facilement à l'aide des techniques usuelles de soudage, il peut être forgé mais ne peut pas être travaillé à chaud. Le travail à froid peut être fait en utilisant de l'outillage habituel avant d'effectuer un matriçage léger ou moulage doux pour une meilleure finition. Cet alliage est décrit par les normes UNS N04404 et ASTM F96.
Le métal monel 404 est utilisé dans les applications suivantes : capsules pour les transistors, scellement métal/céramique ou joint étanche métal/céramique.

### Monel 450
Cet alliage présente une bonne résistance à la fatigue et a une conductivité thermique relativement haute. Il est utilisé pour les condenseurs d'eau de mer, le condenseur à plaques ou assiettes de tôles, les tubes d'appareils de distillation, le tubage des évaporateurs et des échangeurs de chaleur, les tuyauteries et conduites d'eau salée.

### Monel K-500
Le monel K-500, combine l'excellente résistance à la corrosion, caractéristique de l'alliage de Monel 400, avec les avantages d'une plus grande force et dureté. L'amélioration des dernières propriétés est obtenue par l'ajout d'aluminium et de titane, à la base de nickel et de cuivre, et par chauffage dans de telles conditions contrôlées de sorte que les particules sous-microscopiques de Ni3(Ti,Al) soient précipités au sein de la matrice.
La résistance à la corrosion de l'alliage monel K-500 est globalement équivalente à celle de l'alliage 400, sauf que lorsque le matériau métallique est durci par le vieillissement, l'alliage K-500 a une tendance bien plus nette à subir une corrosion accélérée par les craquelures microscopiques nées sous les multiples contraintes spécifiques à certains environnements.
L'alliage de Monel K-500 est connu pour être résistant aux émanations de gaz sulfureux et autres gaz acides et corrosifs. La combinaison, à la fois de très faibles vitesses de corrosion sous des flux très rapides d'eau de mer, et son excellente résistance mécanique rend le K-500, particulièrement adapté pour les arbres de pompes centrifuges, en service dans la marine. Dans l'eau de mer, stagnante ou à faible débit, l'encrassement par des dépôts divers, en particulier de biofilms peut se produire, et inévitablement apparaissent des piqûres, mais l'apparition des piqûres est ralentie après l'attaque initiale et rapide.
Les applications typiques de l'alliage K-500 sont les arbres de pompe, les turbines et les roues motrices, les lames de raclage et les grattoirs, les colliers de forage des puits de pétrole et autres composants et instruments électroniques.

### Monel R-405
Le monel R 405 est la version libre d'usinage du Monel 400. C'est un alliage nickel-cuivre avec une addition contrôlée d'une faible quantité de soufre pour générer des inclusions de sulfures métalliques. Ces inclusions plus dures agissent comme des "brises-copeaux" ou des "broyeurs de copeaux" lors de l'usinage. Comme le monel 400, l'alliage R-405 est résistant à l'eau de mer et à la vapeur à hautes températures, ainsi qu'au sel et aux solutions caustiques. Cette alliage forme une solution solide qui ne peut être durcie que par un travail à froid. Cet alliage de nickel se caractérise par une bonne résistance à la corrosion, une soudabilité facile et une résistance mécanique élevée. Le fait que les flux rapides d'eaux saumâtre ou eau de mer ne provoquent qu'un faible taux de corrosion, le constat de l'excellente résistance à la corrosion et à la fissuration sous pression dans la plupart des eaux douces, joint à la résistance à une gamme variée de milieux chimiques corrosif justifie la large utilisation de cet alliage dans les applications des milieux marins ou mettant en œuvre des solutions non-oxydantes de chlorures. Cet alliage est particulièrement résistant à l'acide chlorhydrique et l'acide fluorhydrique quand ces derniers gaz sont purgés des composants gazeux actifs de l'air, comme l'oxygène. Par sa grande teneur en cuivre, R-405 est de manière prévisible rapidement attaqué par l'acide nitrique et les milieux comprenant de l'ammoniac.
L'alliage R-405 est principalement utilisé pour le parc de machines à vis automatique, c'est-à-dire tours, fraiseuses et décolleteuses, et autres machine-outils et n'est généralement pas recommandé pour les autres applications.